# Глен де Вріс
Глен де Вріс (англ. Glen de Vries; нар. 29 червня 1972 — пом. 11 листопада 2021) — американський бізнесмен і космічний турист, співзасновник і спів-CEO компанії Medidata Solutions,  менеджер французької корпорації з виробництва медичного програмного забезпечення Dassault Systèmes.

## Життєпис
Глен де Вріс виріс у штаті Нью-Йорк. Мати заохочувала його до занять танцями ще під час навчання в школі. Також змалку він виявив пристрасть до комп'ютерів. 1994 року закінчив Університет Карнегі-Меллон. Самостійно вивчав японську мову.

## Політ в космос
13 жовтня 2021 року складі екіпажу суборбітального корабля «New Shepard» компанії «Blue Origin» бізнесмена Джеффа Безоса здійснив усрішний політ на орбіту Землі разом з актором Вільямом Шетнером, віце-президентом компанії Blue Origin Одрі Пауерс (Audrey Powers), співзасновником компанії Planet Labs Крісом Бошуізеном (Chris Boshuizen).

## Смерть
11 листопада 2021 року у віці 49 років загинув у катастрофі невеликого літака Cessna 172 в густій лісистій місцевості неподалік Гемптон Тауншип (Нью-Джерсі). Він був сертифікованим приватним пілотом, підготовленим щодо польотів за приладами. Інший пасажир літака Томас Фішер також загинув у катастрофі.